# بين ميلس
بين ميلس (بالإنجليزية: Ben Mills)‏ هو عازف قيثارة بريطاني، ولد في 1 مارس 1980.

## وصلات خارجية
- بين ميلس على موقع IMDb (الإنجليزية)
- بين ميلس على موقع ميوزك برينز (الإنجليزية)
- بين ميلس على موقع ديسكوغز (الإنجليزية)